# R.J. Brande
René Jacques "RJ" Brande es un personaje fictício creado por la editorial DC Comics, un personaje proveniente de la raza Durlan, y vive en los siglos XXX y XXXI, ayudó a unos jóvenes aspirantes a convertirse en héroes para financiar la fundación de la Legión de Super-Héroes.

## Biografía ficticia del personaje

### Edad de plata: Pre-Crisis
R.J. era originalmente un Durlan (una especie alienígena capaz de cambiar su forma alienígena) llamado Ren Daggle, Brande congeló su forma original en una forma humanoide debido a la fiebre mortal Yorggian. Más tarde se reveló que Ren y su compañero fallecido Zhay eran los padres biológicos de Chamaleon Boy y su gemelo, Liggt. Después de la muerte de su esposa, dejó a sus hijos con la hermana de Zhay, Ji, y junto con su cuñado político, Theg, dejando Durlan. Ren Daggle cambió su nombre por el de R.J. Brande, Theg tambiéjn se cambiaría su identidad al volverse su primo Doyle Brande (que más tarde de manera indirecta causaría que después que Bande ayudara a formar la Legión al enviar unos asesinos). Permanentemente su forma humana, amasó una gran fortuna creando estrellas usando una tecnología avanzada para crear soles para sus clientes. Se convirtió en uno de los hombres más ricos de la galaxia, y compró un planetoide privado donde construyó su mansión. Su mano derecha fue Mary Latham, quien más tarde sería asignada como asesora adulta de la Legión. Él se convertiría en el principal financiador de la Legión de Super-Héroes, y fundó el grupo con Cosmic Boy, Saturn Girl, y Lightning Lad, después de que le salvaron la vida de unos asesinos a sueldo enviados por Doyle en un viaje a la Tierra. Él se preocupaba mucho por sus "muchachos" de la Legion, una vez que le ofreció a Grimbor the Chainsman toda su fortuna para garantizar su seguridad. Después de los acontecimientos del arco argumental de la miniserie Earthwar, fue cuando el presidente de los Planetas Unidos malversó su fortuna, Brande rechazó una oferta como reembolso, y comenzó a amasar una nueva fortuna. Poco después, su vínculo parental con Reep Daggle, Chamaleon Boy, fue descubierto (pero no se anunciaría públicamente). El choque podría conducir a unos cambios de piel en Reep debido a sus acciones que en última instancia condujeron a un breve encarcelamiento en el planeta prisión Takron-Galtos. Mientras estaba encarcelado, Reep perdió sus poderes debido a su alta exposición a la radiación causada por la super-visión de Ol-Vir. La pareja se reconcilió plenamente cuando el padre y su hijo regresaron a Durlan para localizar el legendario Templo que solo los durlans conocen debido a que podían revitalizar sus habilidades de transformación perdidos. Mientras Reep ansiosamente entraba en la cascada energética, Brande se negó, diciendo que él le había cogido cariño a su forma humana. Meses después, sobreviviría a otro intento de asesinato, esta vez organizado por Leland McCauley IV. Esto llevaría Brande a emprender una larga odisea personal de incógnito que duraría varios años.

### Edad Moderna: Post-Crisis
Después de los acontecimientos argumentales de la Crisis en las Tierras Infinitas, se abolió el multiverso DC durante un tiempo, se retconeó su origen al ser procedente del siglo XX, y que en ese entonces se conocía como Durlan, y fue el miembro fundador de la fuerza policial intergaláctica conocida como L.E.G.I.O.N. Por corto tiempo que trabajó con algunos de sus miembros como: Garryn Bek, Vril Dox y con su cautela hizo con sus primeros esfuerzos tratar de establecer una fuerza de mantenimiento de la paz interplanetaria. A continuación, sería desplazado en el tiempo al siglo XXXI por la villana Glorith; como parte de los elementos necesarios para su transferencia, fue como se conectaría con una Phantom Girl ahora amnésica, y con la identidad de Phase.

### Post-Hora Cero
En el nuevo origen de R.J. Brande volvía a su origen futurista, donde ahora crearía portales estelares en vez de soles, pero juega el mismo papel sobre los orígenes de la Legión. Brande fue planteado originalmente para ser revelado como el Detective Marciano (en el que se describía en el que lle´go a viivr hasta el siglo XXXI), pero el escritor de la serie de la JLA Dan Raspler vetó la idea. Sin embargo, existían muchos indicios de que Brande es en realidad J'onn J'onzz en las historietas de la Legión. Brande finalmente se convertiría en el Presidente de los Planetas Unidos, a pesar de que este pierde posición durante el evento "Año Uno".

### Tercer reboot
Brande aún no había aparecido en la "continuidad del Tercer reboot". Aunque en Metropolis, Ultra Boy le hace frente a algunos superpoderosos punks en un parque llamado Brande, en honor a él.

### Post-Crisis infinita
Tras las secuelas ocasionadas del evento argumental de la Crisis Infinita restauraría una versión análoga cercana a su versión Pre-Crisis basándose en la continuidad de la Legión, como se relató en "The Lightning Saga", el arco argumentativo de la historia crossover en las páginas de la Liga de la Justicia de América y la Sociedad de la Justicia de América (junio-agosto de 2007), y la secuela, de dicho arco argumentativo, en la miniserie de las páginas de Action Comics "Superman y la Legión de Super-Héroes" (diciembre de 2007-mayo de 2008).

#### Crisis Final: La Legión de Tres Mundos
R.J. Brande, fue quien fundó esta versión de la Legión; en esta ocasión, fue asesinado por su rival económico Leland McCauley en Crisis Final: La Legión de Tres Mundos #1 (octubre de 2008). Después de su muerte, él reveló que era un alienígena Durlan quien, inspirado por los libros de historia antigua de la Tierra, (incluyendo los textos sobre las hazañas de Superman), dejó Durlan para viajar más allá del universo; También es restablecido que es el padre biológico de Chameleon Boy.
En  Crisis Final: La Legión de Tres Mundos #5, Starman tiene una copia de "La Última Voluntad y Testamento de R.J. Brande" en el siglo XXI. Esto se pone de manifiesto en el transcurso de la miniserie argumental Superman: Nuevo Krypton, que comienza con el arco de la historia en un período previo a los acontecimientos relacionados con Brainiac y culminando en la Guerra de los Supermanes, y que las instrucciones para la Legión fue que para prevenir que el villano Brainiac, alterase acontecimientos en el siglo XXI, ya que él es el punto de partida para que la futura línea de tiempo de los Legionarios nunca tuviese lugar. La verdadera voluntad, registrada como un registro holográfico por el propio Brande, les demostraría a Lightning Lad, Saturn Girl, Cosmic Boy, Chameleon Boy, Brainiac 5, y Superboy, que más tarde les explicaría gran parte de su temprana historia, y le pide perdón a su hijo por haberlo abandonado en Durlan y le promete una herencia significativa, la promesa continuaría con el apoyo financiero a la propia Legión y la investigación de Brainiac 5 tras su muerte, y afirma con orgullo lo que ha hecho por la Legión.

### Los Nuevos 52
R.J. Brande aparece en la miniserie limitada de 6 partes que reescriben el origen de la Legión ambientada en el evento conocido como los nuevos 52 llamada Legión de Super-Héroes: Origen secreto, retomando algunos conceptos de su origen original.

## Apariciones en otros medios

### Televisión
- R.J. Brande aparece en la serie de televisión la Legión de Super-Héroes en el episodio "En el principio".